# كيمياء رطبة
تشير الكيمياء الرطبة إلى الكيمياء التي تجرى في الحالة السائلة، أي التجارب الكيماوية التي تجرى في القوارير والأنابيب. وهي شكل من أشكال الكيمياء التحليلية التي تستخدم طرقًا كلاسيكية مثل الملاحظة لتحليل المواد.

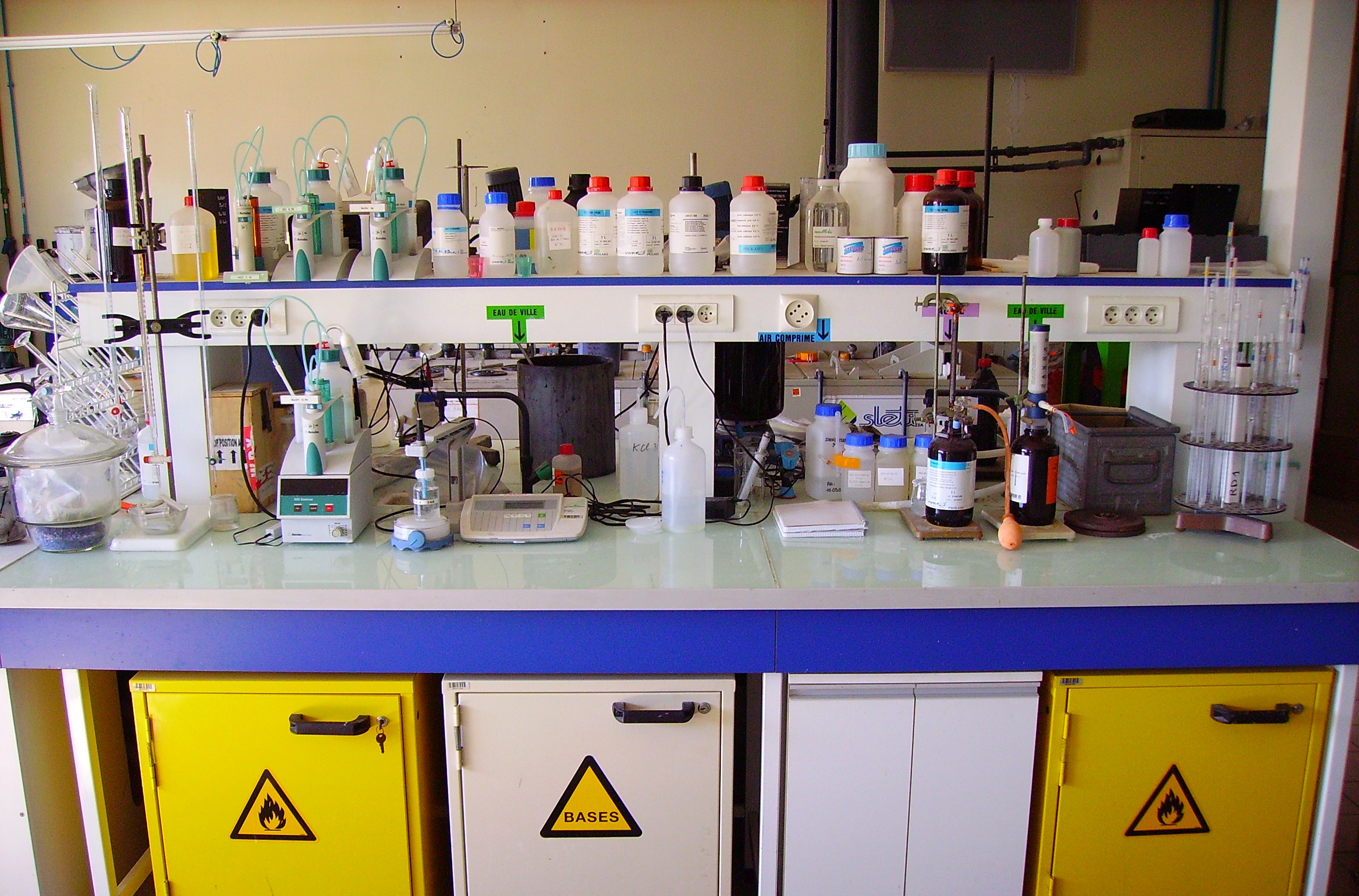
مختبر كيمياء يضم مختلف الأدوات المستخدمة في مجال الكيمياء الرطبة

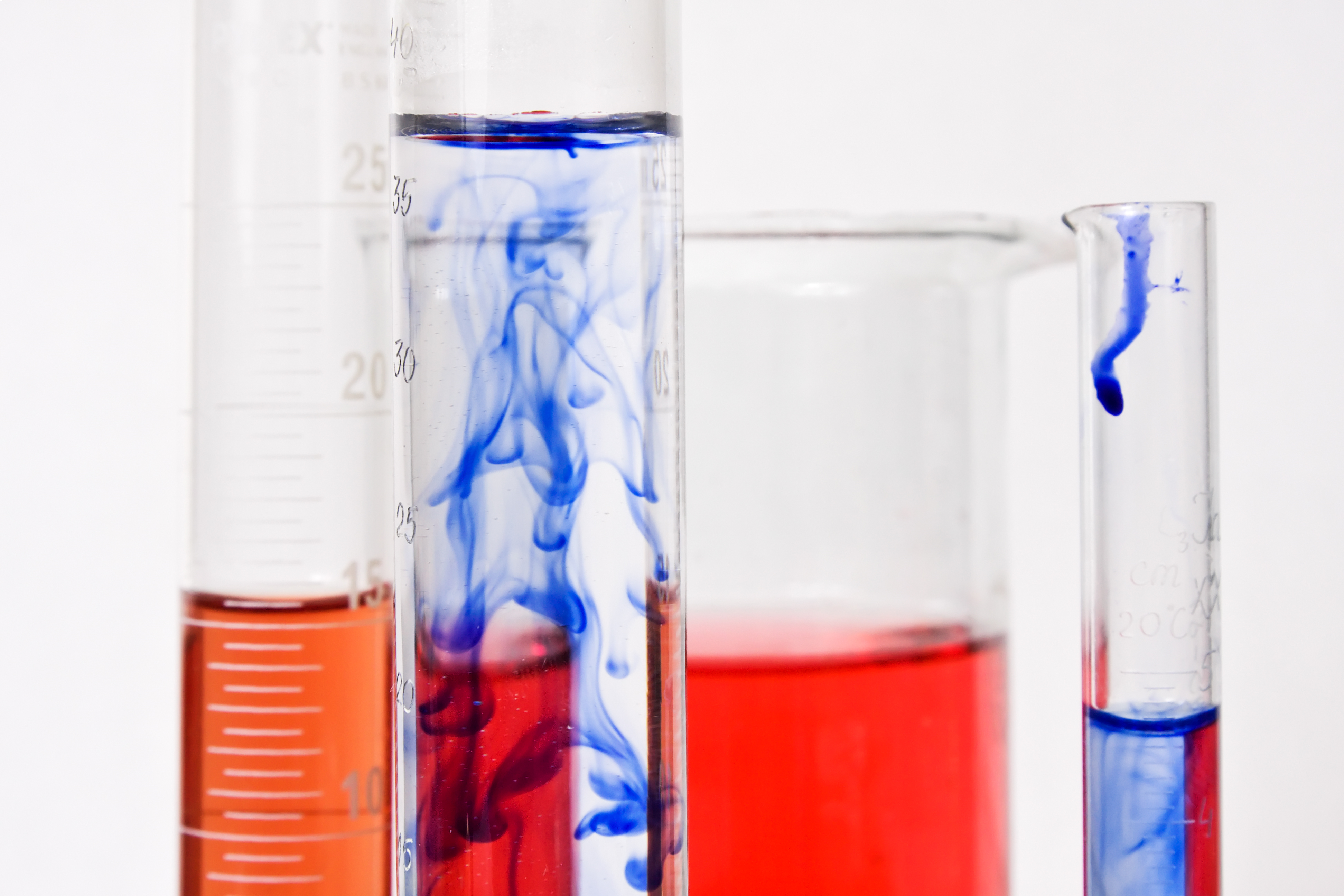
اسطوانات متدرجة وأكواب مليئة بالمواد الكيماوية

## الأدوات[2]
تحتاج الكيمياء الرطبة تقليدياً إلى استخدام أواني المختبر، ولا تحتاج إلى التحاليل الكيميائية الكمية التي تستخدم فيها الأجهزة العلمية. كثيراً ما تدرس أساسيات الكيمياء الطربة في مُختبرات المدارس الثانوية أو الكليات. ومن بين أهم الأدوات المستخدمة:
- الدوارق الحجمية أو المعيارية

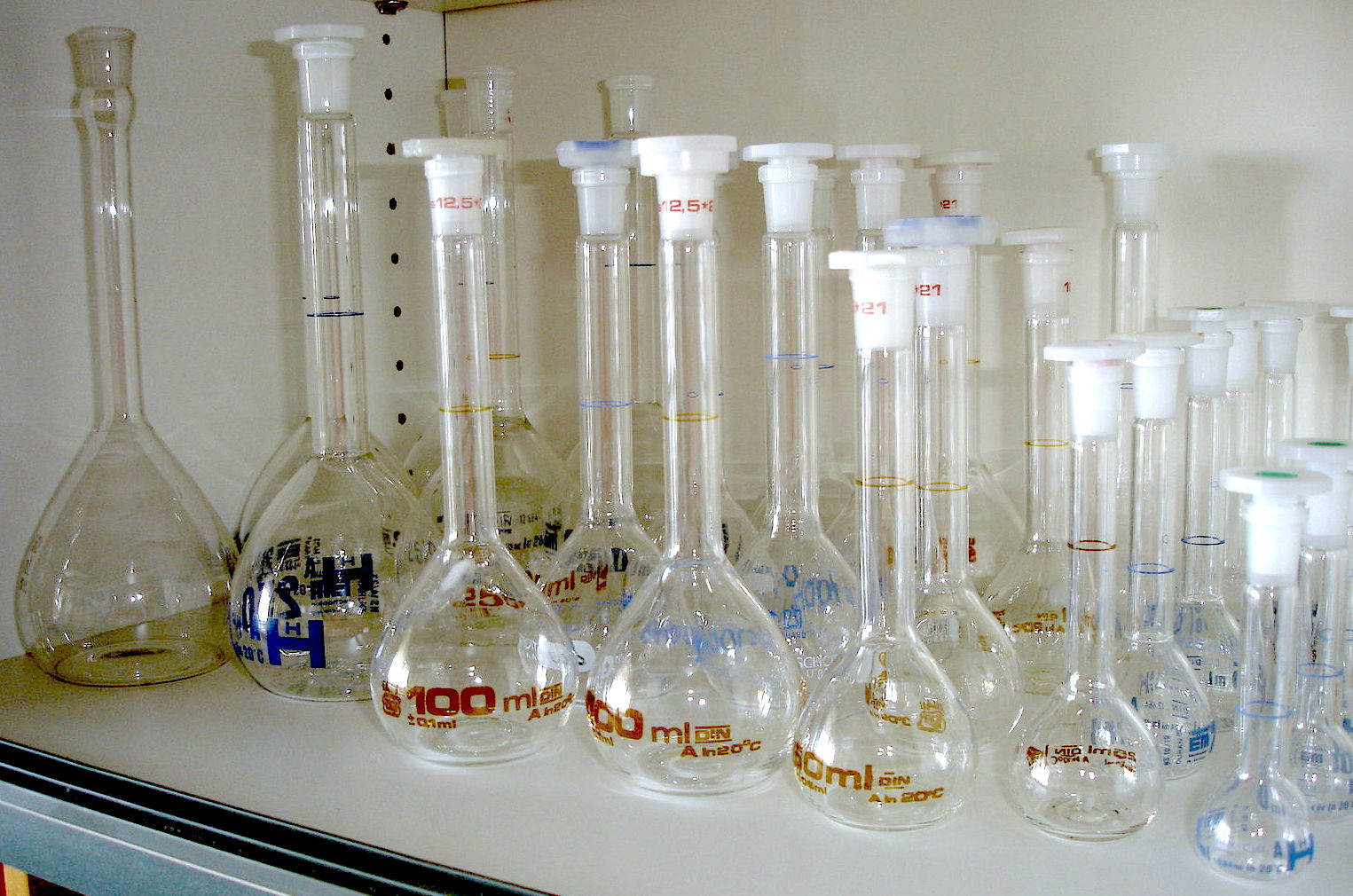
مجموعة دوارق حجمية.

- المخبر المدرج أو الاسطوانة المدرجة

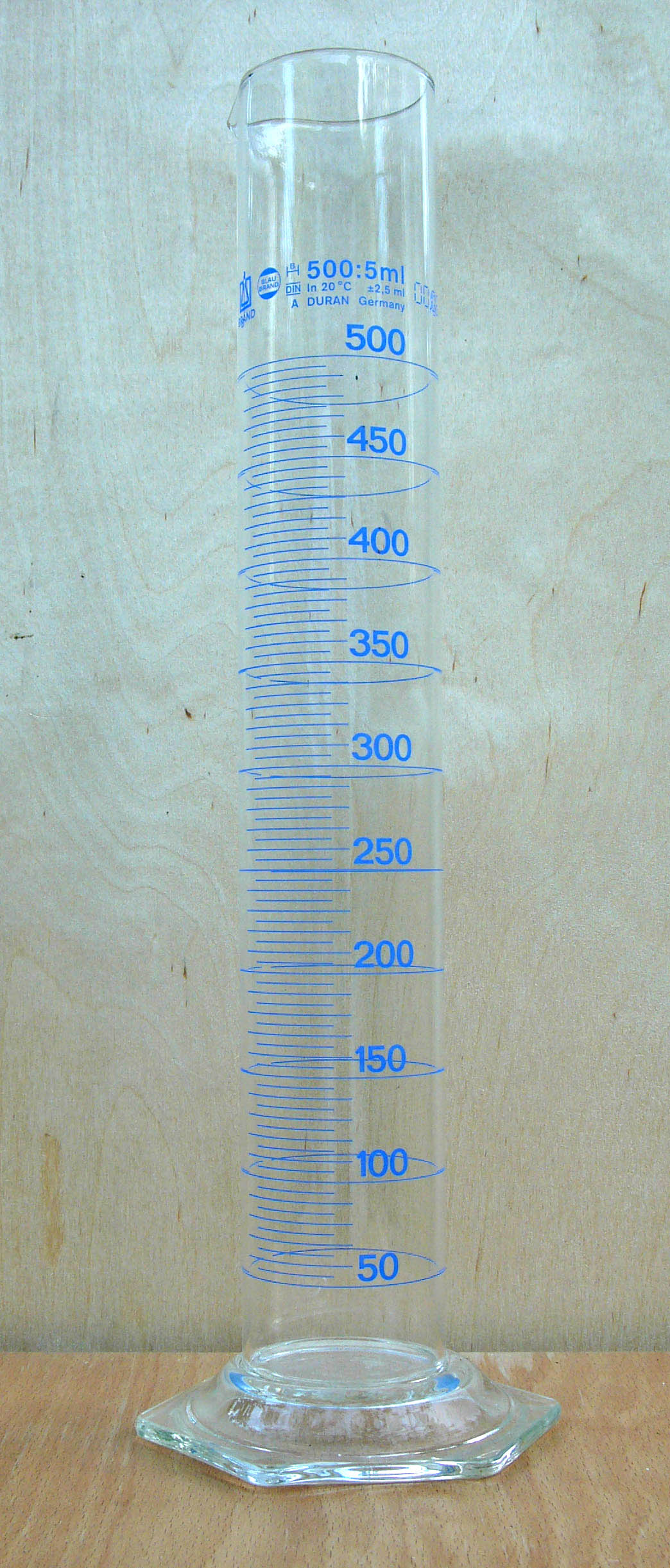
أسطوانة مدرجة.

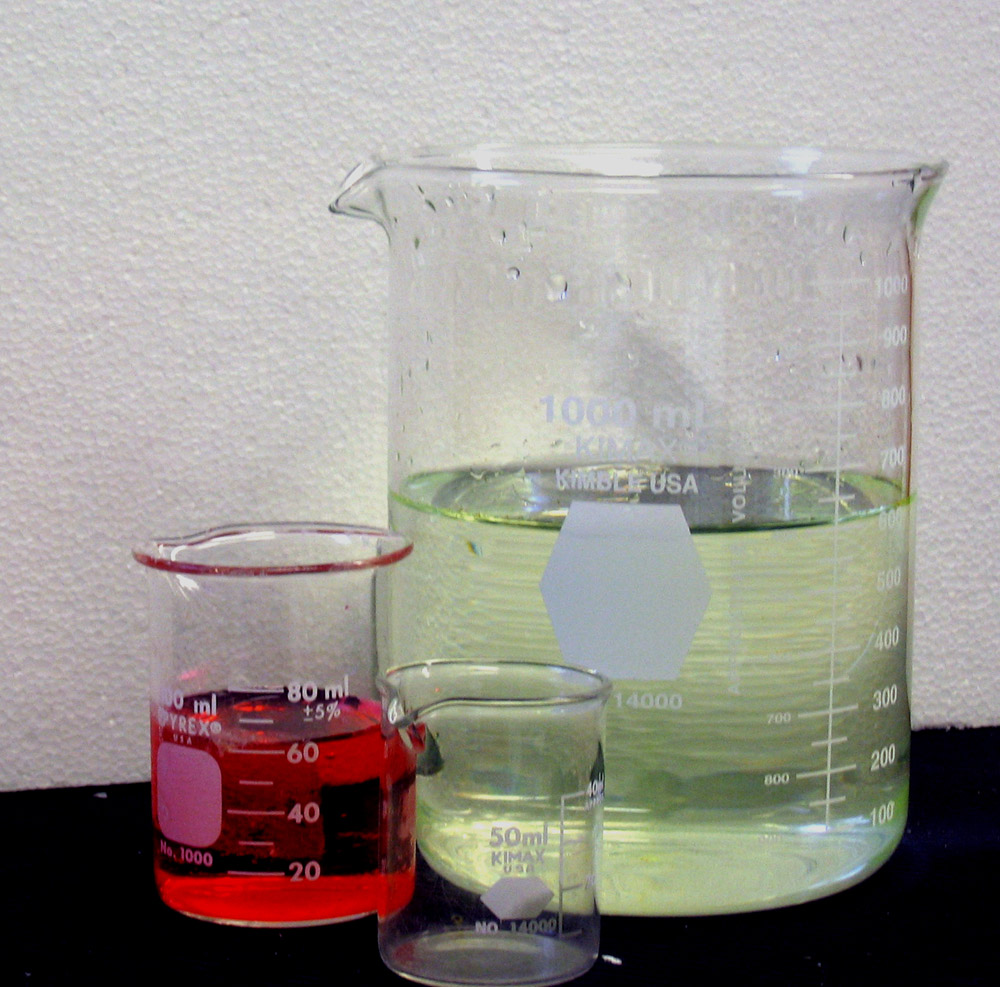
كؤوس زجاجية مختلفة القياسات

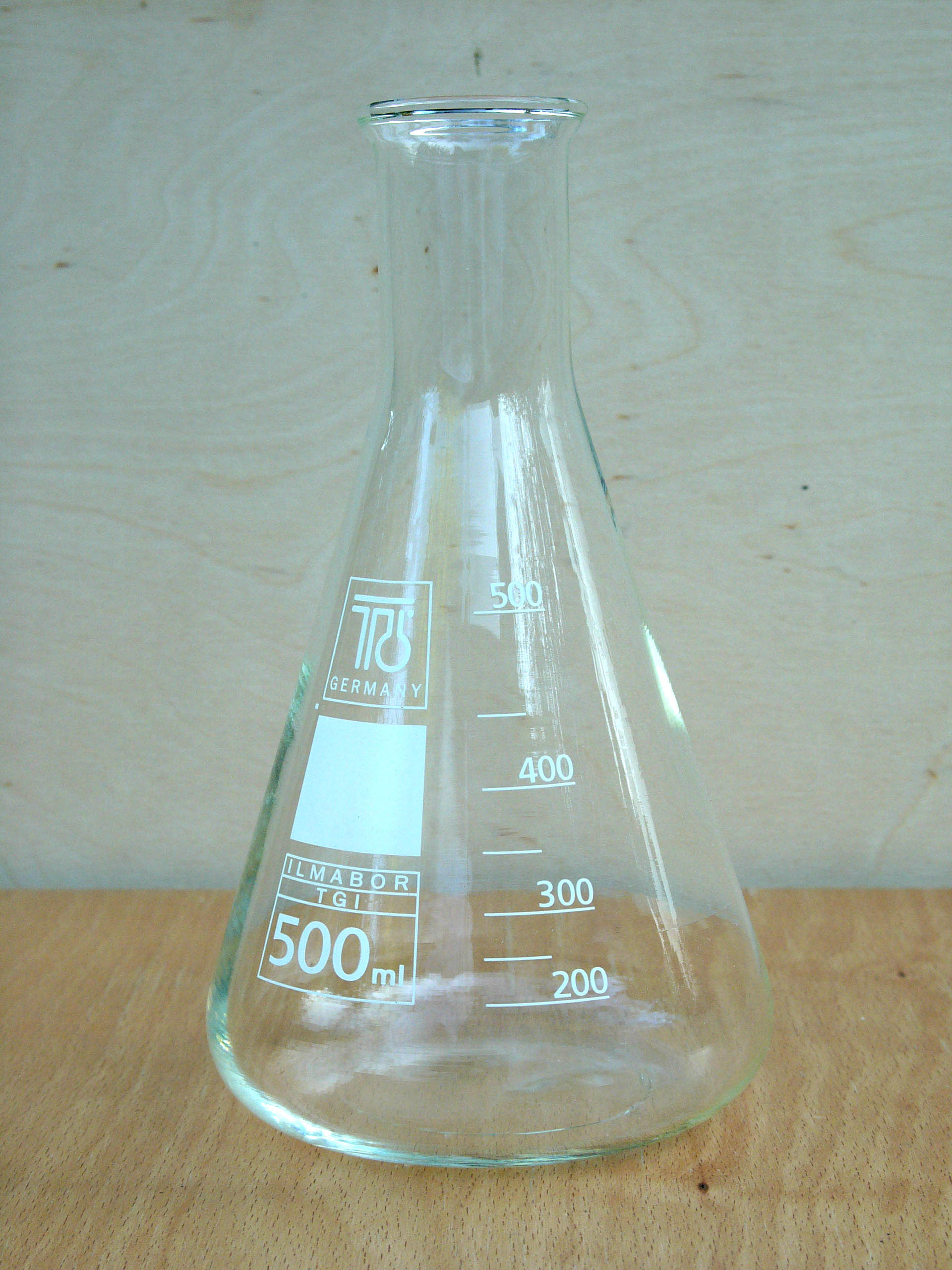
دورق مخروطي.

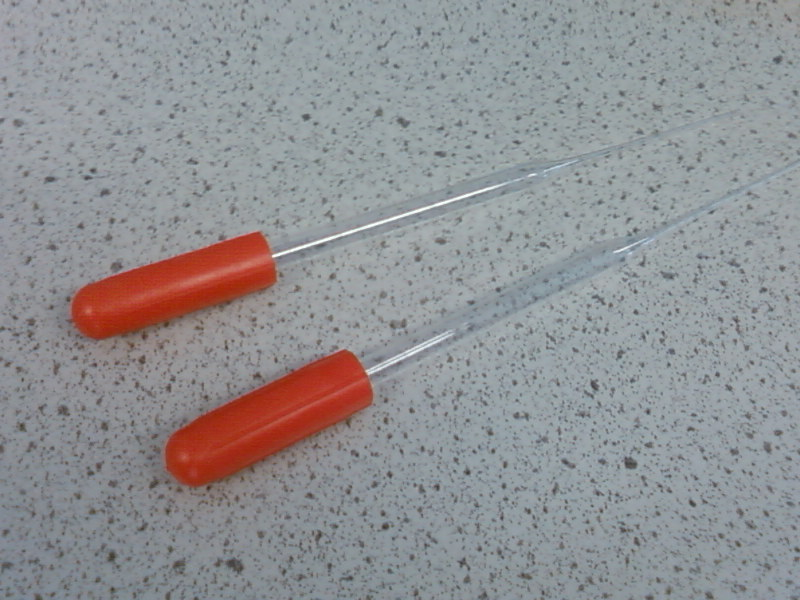
ماصة بسترة

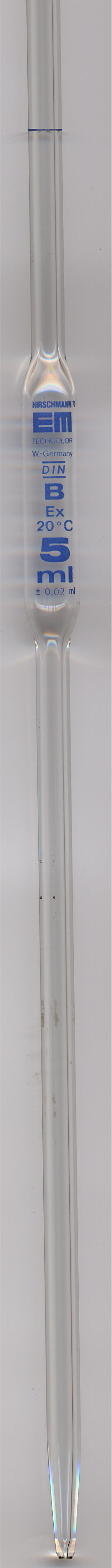
ماصة حجمية مل5

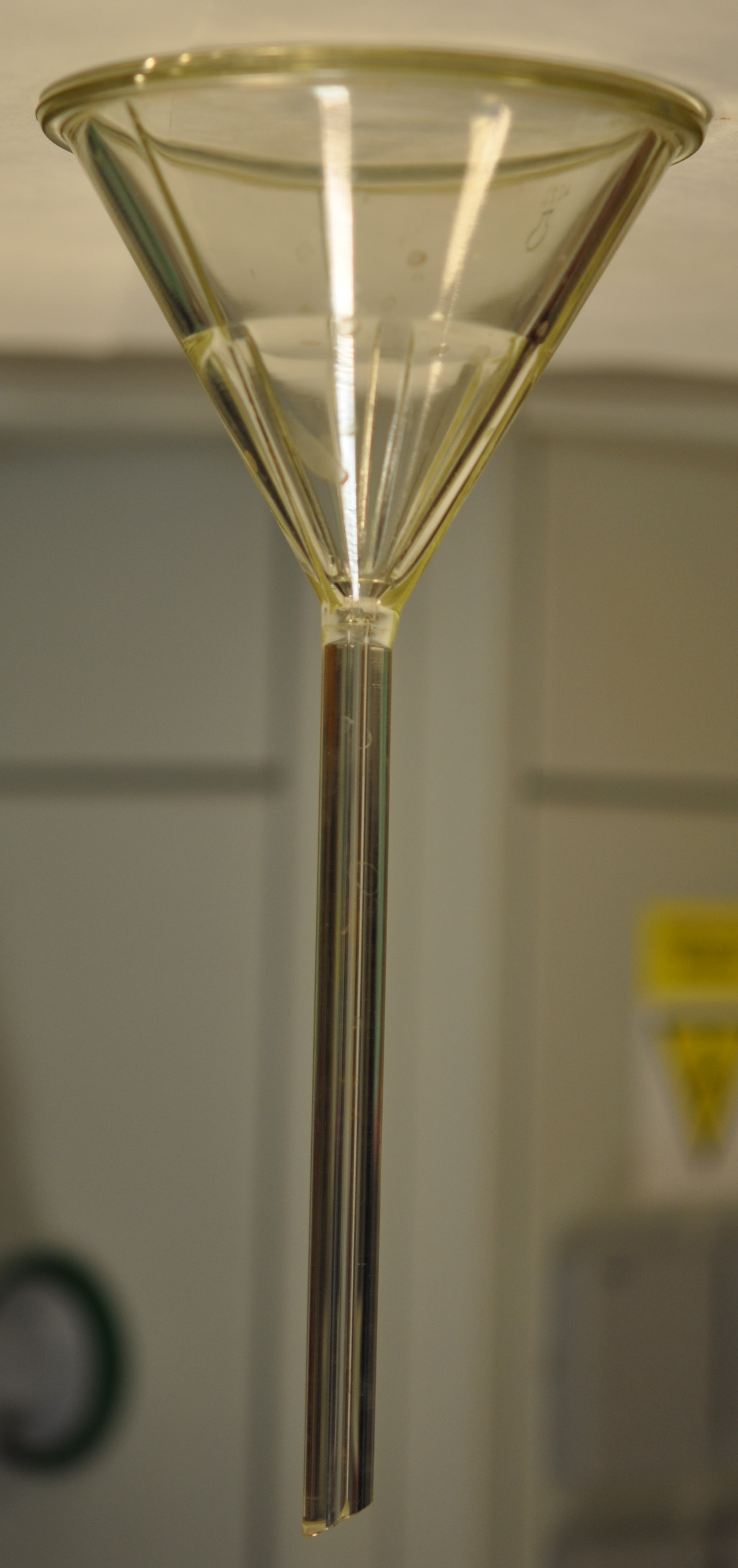
قمع تصفية

السحاحة

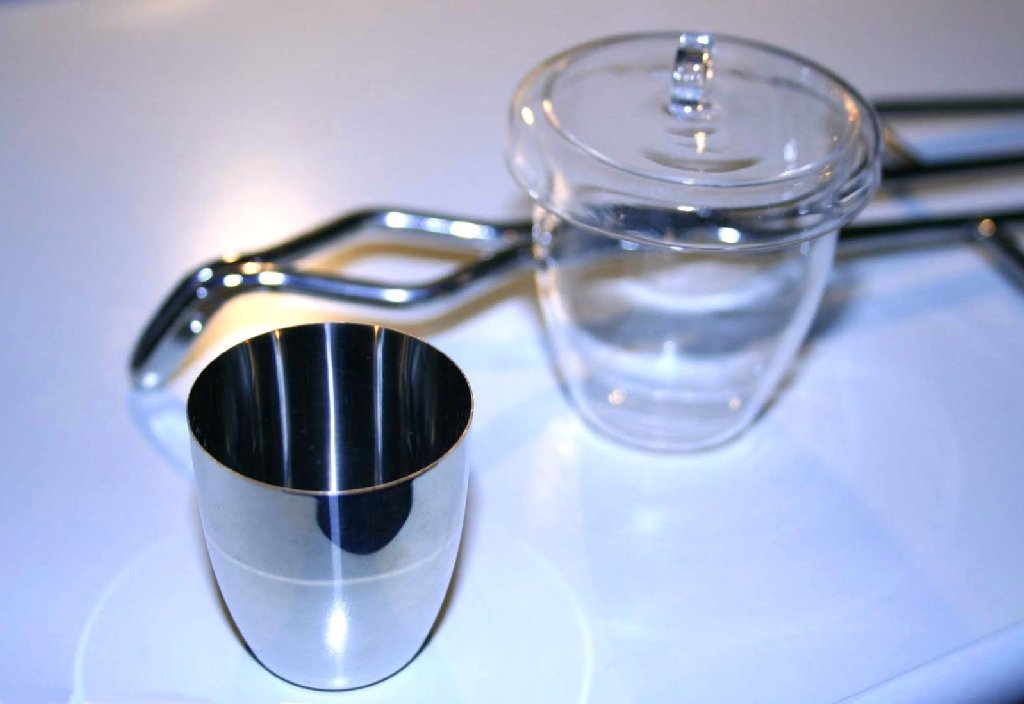
بوتقتا بلاتين وزجاج مع ملقط بوتقة

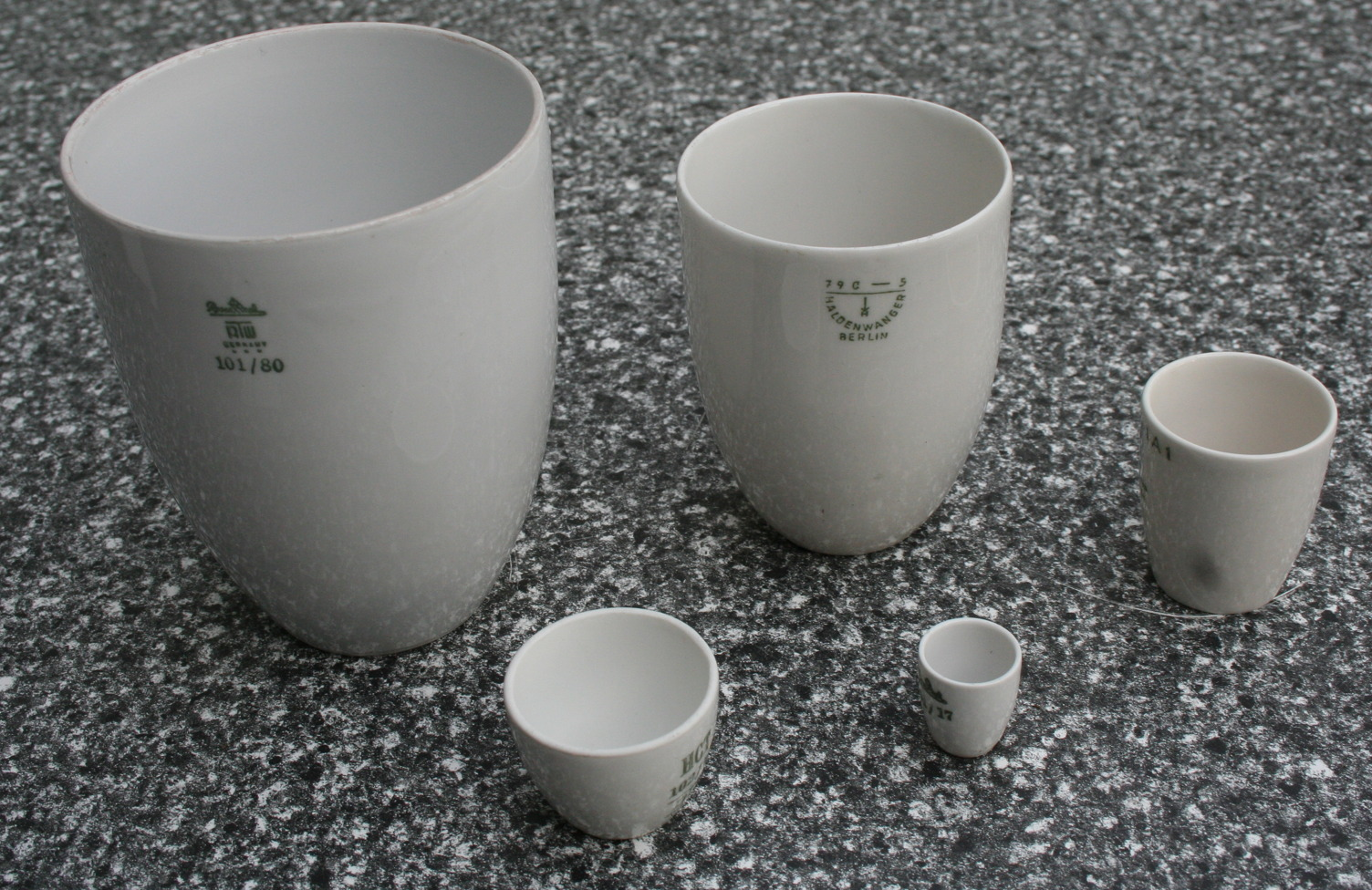
بوتقات خزفية بأحجام مختلفة

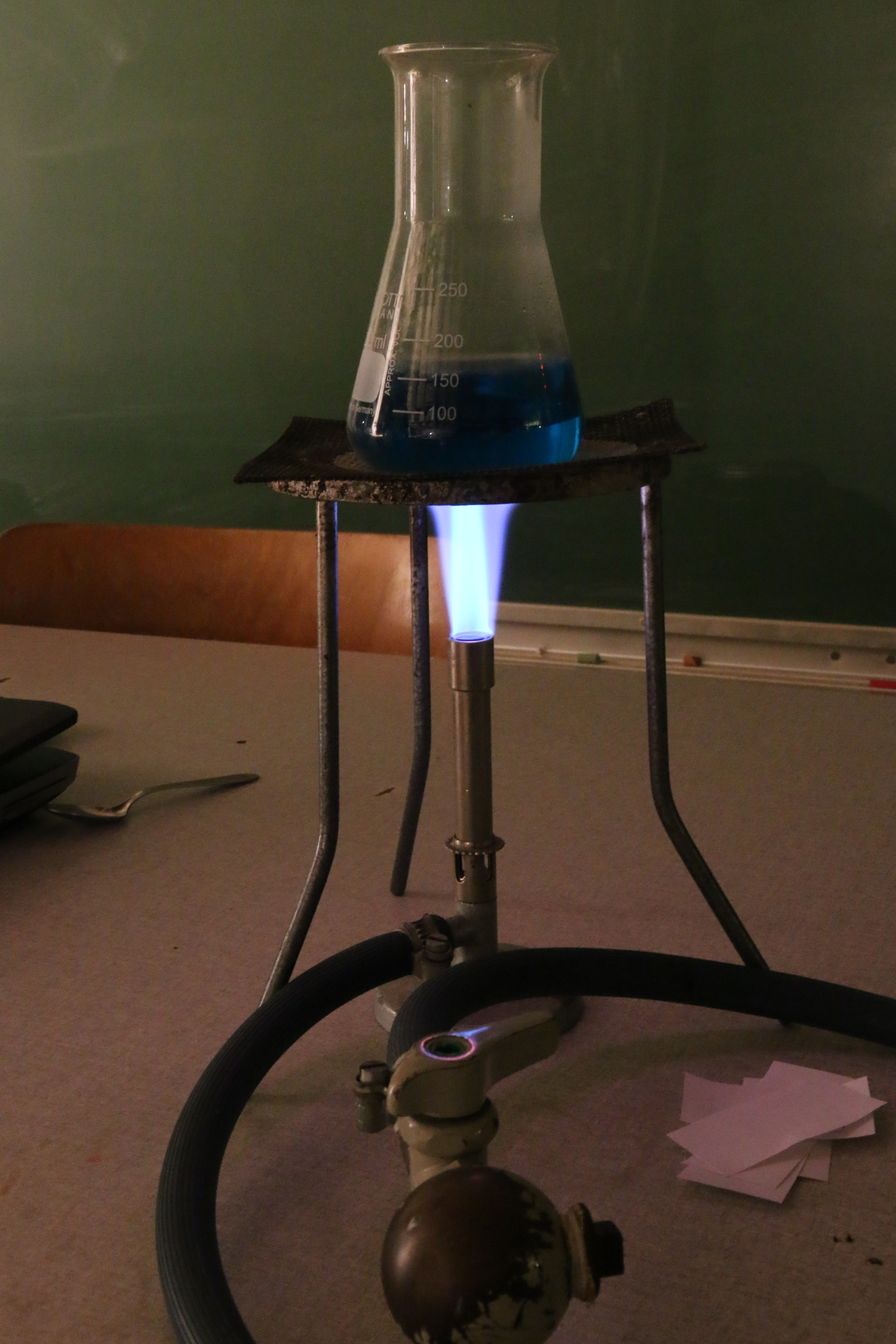
موقد بنسن

- الكأس الزجاجي

- الدوارق المخروطية

- الماصة

- القمع

- السحاحة

- بوتقة

- موقد بنسن

## تاريخ
قبل عصر الكيمياء النظرية والحسابية كانت الكيمياء الرطبة هي المجال السائد للاكتشافات العلمية في علم الكيمياء، وقد سُميت لذلك في بعض الأحيان بـ«الكيمياء الكلاسيكية».
إلا أنها كانت لا تزال مرتبطة بالخيمياء إلى حد الالتباس إلى أن بدأ العلماء في اتخاذ منهج علمي صارم ومضبوط في عملهم وربما يكون جابر بن حيان، وهو الكيميائي الذي «يعتبره العديد من المراقبين أبو الكيمياء» الذي طور في وقت مبكر المنهج التجريبي للكيمياء، وقام بعزل العديد من الأحماض، بما في ذلك حمض الهيدروكلوريك وحمض النيتريك وحمض الليمون وحمض الخليك وحمض الطرطريك، والماءالملكي.
وبسبب الحاجة الكبيرة للكيمياء الرطبة في أغراض ومتطلبات مصنوعات الاستخدام المنزلي ومراقبة الجودة الحديثين، تمت أتمتت وحوسبت العديد من وسائل دراستها لتنظيم التحاليل العلمية الحديثة وضمان دقتها.

## الأساليب

### الأساليب النوعية
تستخدم الأساليب النوعية التغييرات في المعلومات التي لا يمكن قياسها كمياً للكشف عن أي تغيير. يمكن أن يشمل ذلك تغيرًا في اللون والرائحة والملمس وما إلى ذلك.

#### الاختبارات الكيميائية

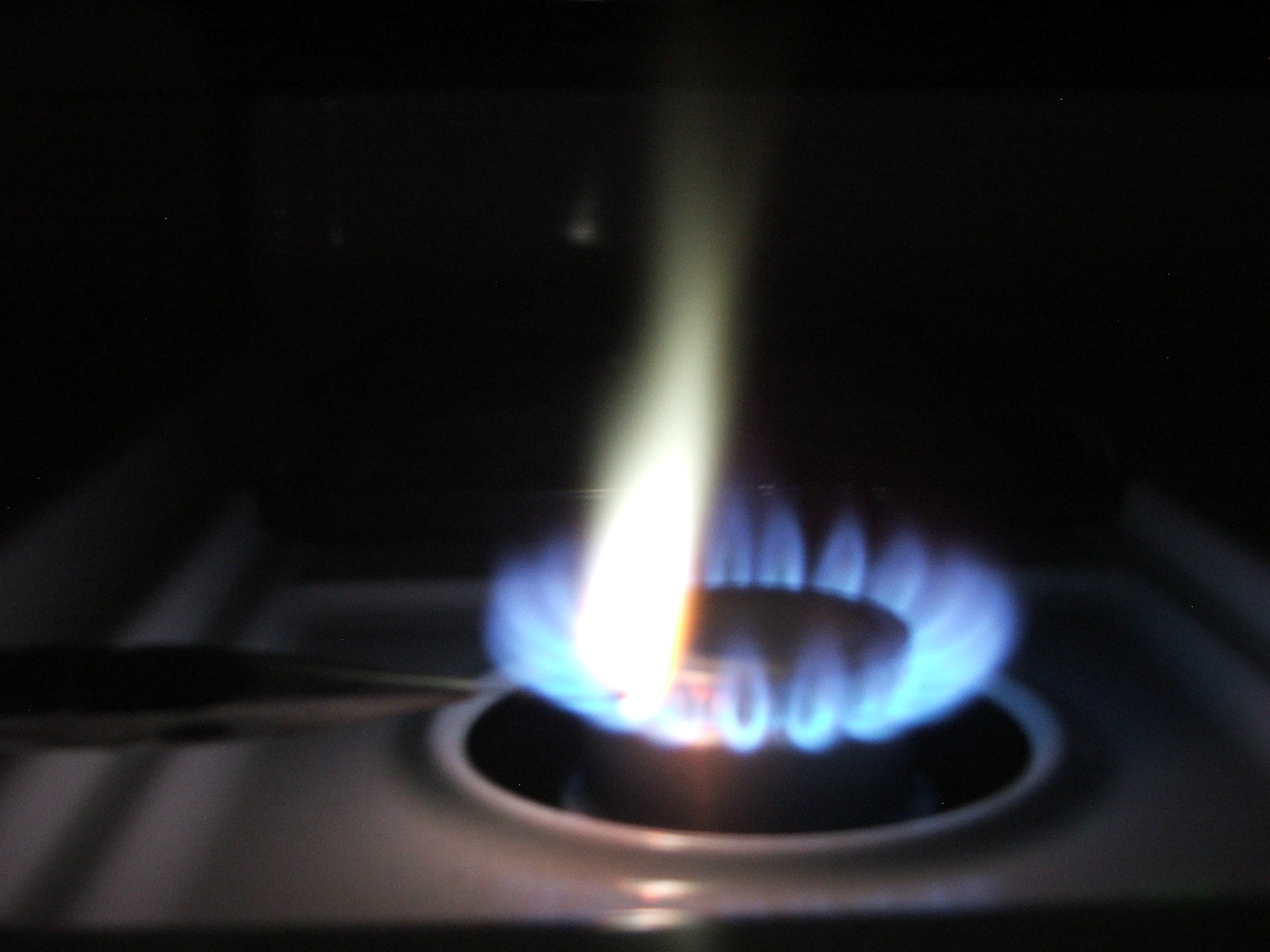
عند الاحتراق ، ينتج الرصاص لهبًا أبيض ناصعًا.

تستخدم الاختبارات الكيميائية الكواشف للإشارة إلى وجود مادة كيميائية معينة في محلول غير معروف. تتسبب الكواشف في حدوث تفاعل فريد بناءً على المادة الكيميائية التي تتفاعل معها، مما يسمح للشخص بمعرفة المادة الكيميائية الموجودة في المحلول. مثال على ذلك هو اختبار هيلر حيث يوجد أنبوب اختبار يحتوي على بروتينات مضافة إليه أحماض قوية. تتشكل حلقة غائمة حيث تلتقي المواد، مما يشير إلى أن الأحماض تغير طبيعة البروتينات. السحابة هي علامة على وجود البروتينات في السائل. تستخدم الطريقة للكشف عن البروتينات في بول الشخص.

#### اختبار اللهب
اختبار اللهب هو نسخة أكثر شيوعًا من الاختبار الكيميائي. يتم استخدامه فقط على أيونات المعادن. يحترق الغبار المعدني، مما يتسبب في انبعاث الألوان اعتمادًا على ما تم حرق المعدن به. على سبيل المثال، احتراق الكالسيوم (Ca) يعطي اللون البرتقالي والنحاس (Cu) يحترق باللون الأزرق. وتُستخدم انبعاثات الألوان لإنتاج ألوان زاهية في الألعاب النارية.

### الأساليب الكمية
تستخدم الأساليب الكمية المعلومات التي يمكن قياسها وتحديدها كميًا للإشارة إلى التغيير. يمكن أن يشمل ذلك التغييرات في الحجم والتركيز والوزن وما إلى ذلك.

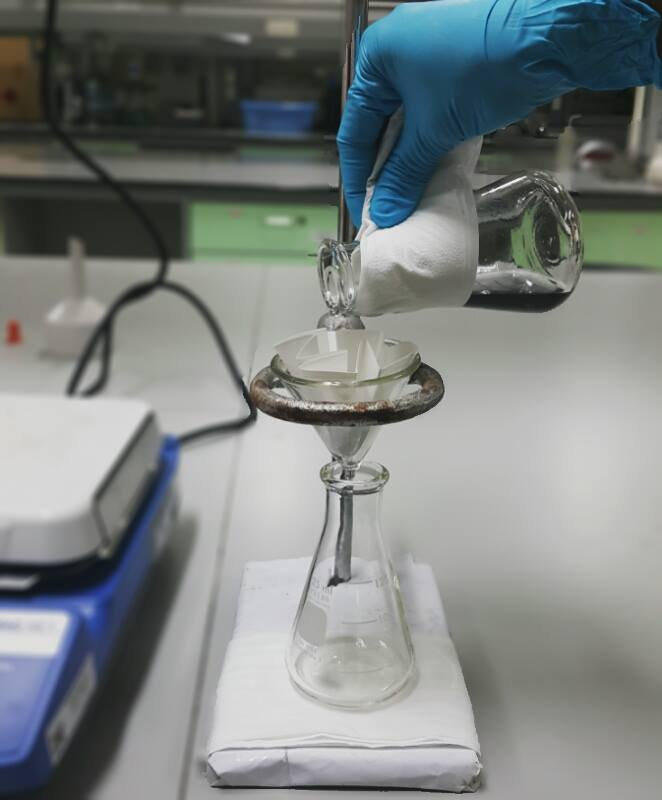
يتم ترشيح المواد الصلبة من السائل الذي يتم تجميعه في الدورق.

#### التحليل الوزني
يقيس التحليل الوزني وزن أو تركيز مادة صلبة تكونت من راسب أو مذاب في سائل. يتم تسجيل كتلة السائل قبل خضوعه للتفاعل. بالنسبة للترسب، يتم إضافة كاشف حتى يتوقف الراسب عن التكون. ثم يتم تجفيف المادة المترسبة ووزنها لتحديد تركيز المواد الكيميائية في السائل. بالنسبة للمادة المذابة، يمكن ترشيح السائل حتى يتم إزالة المواد الصلبة أو غليها حتى يتبخر السائل بالكامل. تُترك المواد الصلبة بمفردها حتى تجف تمامًا ثم يتم وزنها لتحديد تركيزها. تبخير كل السائل هو الأسلوب الأكثر شيوعًا.

#### التحليل الحجمي
تسمى المعايرة بالتحليل الحجمي، حيث تعتمد على قياسات الحجم لتحديد كمية المادة الكيميائية. يضاف كاشف بحجم وتركيز معروفين إلى محلول به مادة وتركيز غير معروفين. تتناسب كمية الكاشف المطلوب لحدوث التغيير مع كمية المواد غير المعروفة. هذا يكشف عن كمية المادة غير المعروفة الموجودة. إذا لم تكن هناك تغييرات مرئية، يتم إضافة مؤشر إلى المحلول. يتغير لون المؤشر حسب درجة الحموضة في المحلول. تسمى النقطة الدقيقة التي يحدث فيها تغيير اللون بنقطة النهاية. نظرًا لأن تغير اللون يمكن أن يحدث بشكل مفاجئ جدًا، فمن المهم أن تكون دقيقًا للغاية مع جميع القياسات.

### قياس الألوان
يعد قياس الألوان طريقة فريدة من نوعها نظرًا لأنه يحتوي على خصائص كمية ونوعية. يتضمن تحليله النوعي تسجيل تغييرات اللون للإشارة إلى حدوث تغيير. يمكن أن يكون هذا تغييرًا في تظليل اللون أو تغييرًا إلى لون مختلف تمامًا. يتضمن الجانب الكمي معدات حساسة يمكنها قياس الطول الموجي للألوان. فبقياس التغييرات في الأطوال الموجية بدقة يمكن تحديد التغييرات التي حدثت للمادة.

## الاستخدامات
يُمكن أن تستخدم تقنيات الكيمياء الرطبة للقيام بالقياسات الكيميائية الكمية، مثل تغير اللون (قياس الألوان)، لكن كثيراً ما تحتوي أيضاً قياسات أكثر كمية، حيث تستخدم في مجالات مثل قياس الجاذبية والمعايرة. من المجالات التي تستخدم فيها الكيمياء الرطبة تجارب:
- الأس الهيدروجيني.

أو درجة الحموضة وهي سالب اللوغاريثم العشري لتركيز أيون الهيدروجين في محلول ما ويشير الي درجة حموضة ذلك المحلول، ويمكن قياسه عن طريق مؤشر الأس الهيدروجين ورمزه pH.
- التركيز.
- الصلابة.
- المواد الصلبة أو المواد الصلبة المُذابة.
- الملوحة.
- الكثافة النوعية.
- الكثافة.
- العكارة.
- اللزوجة.